# 金星 (ミュージシャン)
金星（きんせい、(KINSEI)、2003年7月20日 - ）は、日本のテクノミュージシャン、芸術家。現在は主にAudiostokerやSolarkite、許せないなど多様な名義を用いている。

## 略歴
2020年5月2日、最初のシングルとなる「pop up and down」を配信。その後も「cheats」やep「金星」などをリリースする。
2020年1月28日にYouTubeアカウントを設立。

## ディスコグラフィ

### シングル
- pop up and down
- 金星
- cheats
- wire naked
- nerima wards
- arright

## ミュージックビデオ
| 監督                                                       | 曲名 |
| ---------------------------------------------------------- | ---- |
| cheats sickle astırılm 2 alright Futurellama Water the mix |      |